# Алферовская волость (Верхнеднепровский уезд)
Алферовская волость — административно-территориальная единица Верхнеднепровского уезда Екатеринославской губернии.
По состоянию на 1886 год состояла из 18 поселений, 18 сельских общин. Население 3601 человек (1860 мужского пола и 1741 женского), 627 дворовых хозяйств.
| Собственность  | Площадь (в т. ч. пахотной) |
| -------------- | -------------------------- |
| Сельских общин | 3597 (2570)                |
| Частная        | 35 513 (11 117)            |
| Другая         | 67 (67)                    |
| Всего          | 39 177 (13 754)            |

Самые большие поселения:
- Алферово — село при реке Саксагань в 45 верстах от уездного города, 505 человек, 81 двор, православная церковь, синагога, постоялый двор, водочный склад, 3 ярмарки, базар по воскресеньям.
- Водяна — село при реке Саксагань, 528 человек, 102 двора.